# Adelcira Agostini de Muñoz
Adelcira Agostini de Muñoz (Austria,  1863-Argentina? 1969) médica argentina,  perteneciente a la primera generación de mujeres médicas argentinas. 

## Breve reseña
Ingresó a la Facultad de Medicina en 1902 para egresar en 1910, como única mujer de su promoción junto con los doctores Enrique Finochietto, Santiago Chichizola y Juan J. Spangenberg. Prestó servicios en el Hospital Durand (Buenos Aires), donde funcionaba el Instituto de Puericultura N° 2.  Actuó también como ayudante de la Cátedra de Toxicología del profesor Alfredo Buzzo, fundador y primer presidente de la Sociedad de Puericultura, y en varios establecimientos de asistencia médica y entidades sociales.

## Mujeres en la profesión médica
Una minoría de médicas pertenecía a la Sociedad de Puericultura. En 1935, al momento de su fundación, de la nómina de sesenta y seis socios fundadores, sólo diez eran mujeres, una de ellas era Adelcira Agostini. En esta primera generación de mujeres médicas, su inserción dentro de las instituciones fue muy limitada. A esto se sumó que su participación se desarrollaba en los puestos más bajos. En la Argentina, la incorporación de las mujeres a la profesión médica se produjo con dificultades, aunque paulatinamente lograron formar parte del campo profesional. Además de Cecilia Grierson, una primera generación de médicas se incorporó a la profesión: entre otras, Petrona Eyle, (1866-1945), Julieta Lanteri (1873-1932), Elvira Rawson de Dellepiane (1867-1954), Alicia Moreau de Justo (1885-1986), María Teresa Ferrari de Gaudino (1887- 1956).
Ellas representaron no sólo el acceso de las mujeres al ámbito universitario, resultado de los cambios en el sistema educativo sino también el lento reconocimiento de las mujeres en el campo científico. 

## Publicaciones
Escribió varios artículos en la revista de la Sociedad de Puericultura; en el primer año publicó el artículo "Organización de los Internados de Institutos de Puericultura" (Agostini de Muñoz, 1935).
También publicó el artículo: "Rol de la visitadora de higiene en la lucha antituberculosa de la sección protección primera infancia". Actuó también como ayudante de la Cátedra de Toxicología del profesor Alfredo Buzzo, 